# Butterfly McQueen

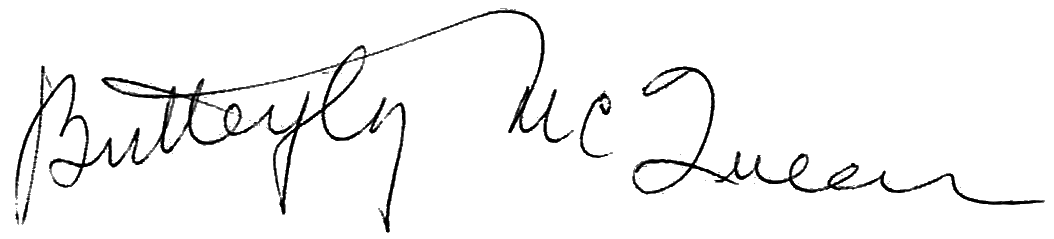
Autógrafo, 1980, segudi por "Prissy of G.W.T.W."

Thelma "Butterfly" McQueen (Tampa, 7 de enero de 1911-Augusta, Georgia, 22 de diciembre de 1995) fue una actriz estadounidense. Originalmente fue una bailarina, a la edad de 28 años hizo el papel de “Prissy”, la doncella de Scarlett O’Hara en el filme de 1939 Lo que el viento se llevó.

## Primeros años
Nacida como Thelma McQueen en Tampa, Florida, planeó convertirse en enfermera hasta que un maestro de su escuela secundaria le sugirió ser actriz. McQueen inicialmente intentó estudiar con Janet Collins y fue con el “Grupo de jóvenes negros de Venezuela Jones ”. Alrededor de esta época ella adoptó el sobrenombre de “Butterfly” (mariposa) – en honor a su constante movimiento de manos -  por su actuación del ballet de la mariposa en una producción de A Midsummer Night's Dream (ella siempre había odiado su nombre de nacimiento y más tarde cambió legalmente su nombre a Butterfly McQueen). Actuó con la compañía de danza de  Katherine Dunham antes de hacer su debut profesional en la obra de  George Abbott' llamada Brown Sugar '.

## Carrera
El primer papel de McQueen sería el que más la identificaría, el de Prissy, la joven doncella de “Lo que el viento se llevó”, pronunciando la famosa frase “¡Yo no sé nada sobre dar a luz bebés!” Su voz distintiva y aguda también tomaron a las personas por sorpresa. Ella también actuó en partes sin crédito como asistente de ventas en The Women, filmada luego de “Lo que el viento se llevó” pero estrenada antes que ella. También encarnó a “Butterfly”, la doncella de Mary Livingstone en el programa radial de Jack Benny por un tiempo durante la Segunda Guerra Mundial. Ella apareció en un papel sin crédito en el film  de 1945 Mildred Pierce y tuvo un papel de reparto en  Duel in the Sun  de 1946; para 1947 ella se cansó de los estereotipos étnicos a los que era sometida y finalizó su carrera cinematográfica.
Desde 1950 hasta 1952 interpretó otro rol racialmente estereotipado, el de Oriole en la serie de televisión Beulah. En un momento más ligero, ella apareció en un episodio de 1969 deThe Dating Game .
Las ofertas como actriz comenzaron a escasear en ese tiempo y ella se dedicó a otras actividades como el estudio de política, recibió una licenciatura en Ciencias políticas en 1975 en la City College of New York.
En 1979 McQueen ganó un Daytime Emmy Award por su interpretación de la tía Thelma, una hada madrina en el episodio de ABC Afterschool Special titulado "The Seven Wishes of Joanna Peabody." Ella tuvo un papel más substancial en la película de 1986 The Mosquito Coast.

## Legado y muerte
McQueen nunca se casó ni tuvo hijos. Vivió en Nueva York en los meses de verano y en Augusta, Georgia durante el invierno. Murió el 22 de  diciembre de 1995 en Augusta Regional Medical Center en Augusta, como resultado de quemaduras, recibidas cuando un calentador de queroseno que intentaba encender falló y estalló en llamas. Fue una atea toda la vida que donó su cuerpo a la ciencia médica y recordó a la Freedom From Religion Foundation en su testamento.

## Citas
- ”Así como mis ancestros fueron libres de la esclavitud, yo soy libre de la esclavitud de la religión.”[7] Esta cita fue utilizada por la  Freedom From Religion Foundation en publicidad interior en los buses de   Madison, Wisconsin en 2009[8] y en el Mercado de Atlanta en 2010.[9]

## Filmografía
| Filme      | Filme                                      | Filme                                    | Filme                                        |
| Año        | Título                                     | Papel                                    | Notas                                        |
| ---------- | ------------------------------------------ | ---------------------------------------- | -------------------------------------------- |
| 1939       | The Women                                  | Lulu - Chica del mostrador de cosméticos | Sin crédito                                  |
| 1939       | Lo que el viento se llevó                  | Prissy                                   |                                              |
| 1941       | Affectionately Yours                       | Butterfly                                |                                              |
| 1943       | Cabin in the Sky                           | Lily                                     |                                              |
| 1943       | I Dood It                                  | Annette                                  | Título alterno: By Hook or by Crook          |
| 1945       | Flame of Barbary Coast                     | Beulah, doncella de Flaxen               | Título alterno: Flame of the Barbary Coast   |
| 1945       | Mildred Pierce                             | Lottie - doncella de Mildred             | Sin crédito                                  |
| 1946       | Duel in the Sun                            | Vashti                                   | Título alterno: King Vidor's Duel in the Sun |
| 1948       | Killer Diller                              | Butterfly                                |                                              |
| 1970       | The Phynx                                  | Ella misma                               |                                              |
| 1974       | Amazing Grace                              | Clarine                                  |                                              |
| 1986       | The Mosquito Coast                         | Ma Kennywick                             |                                              |
| Televisión |                                            |                                          |                                              |
| Año        | Título                                     | Papel                                    | Notas                                        |
| 1950       | Studio One                                 |                                          | 1 episodio                                   |
| 1950–1953  | Beulah                                     | Oriole                                   | Episodios desconocidos                       |
| 1951       | Lux Video Theatre                          | Mary                                     | 1 episodio                                   |
| 1957       | Hallmark Hall of Fame                      |                                          | 1 episodio                                   |
| 1978       | ABC Weekend Special                        | Tía Thelma                               | 1 episodio                                   |
| 1979       | ABC Afterschool Special                    | Tía Thelma                               | 1 episodio                                   |
| 1981       | The Adventures of Huckleberry Finn         |                                          | Película para televisión                     |
| 1985       | Adventures of Huckleberry Finn             | Blind Negress                            | Película para televisión                     |
| 1988       | The Making of a Legend: Gone With The Wind | Ella misma (entrevista)                  | Documental para televisión                   |
| 1989       | Polly                                      | Miss Priss                               | Película para televisión                     |